# Liste der Einträge im National Register of Historic Places im Lincoln County (Minnesota)

Lage des Lincoln County in Minnesota

Die Liste der Einträge im National Register of Historic Places im Lincoln County in Minnesota führt alle Bauwerke und historischen Stätten im Lincoln County auf, die in das National Register of Historic Places aufgenommen wurden.

## Legende
| NRHP | Historic Place    |
| HD   | Historic District |

## Aktuelle Einträge
| [ 2 ] | Name                                         | Bild                                         | Eintragsdatum        | Lage                                                                                     | Ort         | Beschreibung                                                                                                   |
| ----- | -------------------------------------------- | -------------------------------------------- | -------------------- | ---------------------------------------------------------------------------------------- | ----------- | --- |
| 1     | Danebod                                      | Danebod                                      | 1975 ID-Nr. 75000993 | Danebod Court 44° 16′ 4,7″ N, 96° 8′ 0,9″ W                                              | Tyler       | Mehrere 1888 von dänischen Einwanderern errichtete Gebäude                                                     |
| 2     | Drammen Farmers' Club                        | Drammen Farmers' Club                        | 1980 ID-Nr. 80004539 | County Highway 13 44° 19′ 39,9″ N, 96° 22′ 58,1″ W                                       | Lake Benton | 1921 errichtetes Clubhaus und Versammlungshalle                                                                |
| 3     | Lake Benton Opera House and Kimball Building | Lake Benton Opera House and Kimball Building | 1977 ID-Nr. 77000753 | Benton Street zwischen Fremont Street und Center Street 44° 15′ 38,7″ N, 96° 17′ 10,4″ W | Lake Benton | 1896 errichtete Veranstaltungshalle                                                                            |
| 4     | Lincoln County Courthouse and Jail           | Lincoln County Courthouse and Jail           | 1980 ID-Nr. 80004541 | 319 North Rebecca Street 44° 27′ 46″ N, 96° 15′ 7,7″ W                                   | Ivanhoe     | 1919 errichtetes Justiz- und Verwaltungsgebäude                                                                |
| 5     | Lincoln County Fairgrounds                   | Lincoln County Fairgrounds                   | 1980 ID-Nr. 80002088 | Strong Street Ecke Marsh Street 44° 16′ 55,6″ N, 96° 8′ 14,3″ W                          | Tyler       | Zwischen 1920 und den 1940er Jahren von der Works Progress Administration errichtete Gebäude auf dem Festplatz |
| 6     | Ernst Osbeck House                           | Ernst Osbeck House                           | 1980 ID-Nr. 80004540 | 106 South Fremont Street 44° 15′ 36,7″ N, 96° 17′ 9,7″ W                                 | Lake Benton | 1896 im Queen Anne-Stil errichtetes Wohnhaus eines lokalen Geschäftsmanns                                      |
| 7     | Tyler Public School                          | Tyler Public School                          | 1980 ID-Nr. 80002089 | Strong Street 44° 16′ 54″ N, 96° 8′ 2,3″ W                                               | Tyler       | 1903 errichtetes Schulgebäude                                                                                  |